# Hsiao Mei-yu
En aquest nom xinès, el cognom és Hsiao.
Hsiao Mei-yu (en xinès: 蕭美玉, Taichung, 7 de gener de 1985) és una ciclista de la República de la Xina. Combina la carretera amb el ciclisme en pista.

## Palmarès en pista
- 2007
  - Campiona d'Àsia en 500 metres
- 2013
  - Campiona d'Àsia en Òmnium

## Palmarès en ruta
- 2010
  - Medalla d'or als Jocs Asiàtics en Ruta
- 2011
  - Campiona d'Àsia en Ruta
- 2012
  - Campiona d'Àsia en Ruta
  - Vencedora d'una etapa a la Volta a El Salvador
- 2013
  - Campiona d'Àsia en Ruta
  - Vencedora d'una etapa a la The Princess Maha Chackri Sirindhorn's Cup
- 2014
  - Campiona d'Àsia en Ruta